# 2-溴-5-硝基吡啶
2-溴-5-硝基吡啶是一种有机溴化合物，化学式为C5H3BrN2O2。它可由5-硝基-2-吡啶酮和溴、三溴化磷在1,2-二氯乙烷中（或和四丁基溴化铵、五氧化二磷在苯中）反应制得。它和吡咯烷、碳酸钾反应，可以得到5-硝基-2-(1-吡咯烷基)吡啶。